# I divisioona 1988
Die I divisioona 1988 war die 51. Spielzeit der zweithöchsten finnischen Fußballliga und die 16. unter dem Namen I divisioona.

## Modus
Die 12 Mannschaften spielten an insgesamt 22 Spieltagen aufgeteilt in einer Hin- und einer Rückrunde jeweils zwei Mal gegeneinander. Der Meister stieg direkt auf, der Zweitplatzierte konnte über die Play-offs ebenfalls aufsteigen. Die letzten drei Vereine stiegen in die II divisioona ab.

## Teilnehmer
| Verein                   | Stadt        |
| ------------------------ | ------------ |
| Myllykosken Pallo -47    | Anjalankoski |
| FinnPa Helsinki          | Helsinki     |
| Kontulan Urheilijat      | Helsinki     |
| FF Jaro                  | Jakobstadt   |
| Grankulla IFK            | Kauniainen   |
| Kokkolan Palloveikot     | Kokkola      |
| Kuopion Elo              | Kuopio       |
| Kuopion Pallotoverit     | Kuopio       |
| Tampereen Pallo-Veikot   | Tampere      |
| Turun Toverit            | Turku        |
| Valkeakosken Koskenpojat | Valkeakoski  |
| Vantaan Pallo-70         | Vantaa       |

## Abschlusstabelle
| Pl. | Verein                   | Sp. | S  | U  | N  | Tore    | Diff. | Punkte |
| --- | ------------------------ | --- | -- | -- | -- | ------- | ----- | ------ |
| 1.  | FF Jaro (N)              | 22  | 10 | 9  | 3  | 040:220 | +18   | 29:15  |
| 2.  | Myllykosken Pallo -47    | 22  | 11 | 7  | 4  | 040:270 | +13   | 29:15  |
| 3.  | Turun Toverit (N)        | 22  | 8  | 10 | 4  | 029:200 | +9    | 26:18  |
| 4.  | Kontulan Urheilijat      | 22  | 9  | 5  | 8  | 027:240 | +3    | 23:21  |
| 5.  | Kokkolan Palloveikot     | 22  | 8  | 6  | 8  | 031:270 | +4    | 22:22  |
| 6.  | Koparit Kuopio (A)       | 22  | 7  | 8  | 7  | 042:420 | ±0    | 22:22  |
| 7.  | Valkeakosken Koskenpojat | 22  | 8  | 4  | 10 | 042:330 | +9    | 20:24  |
| 8.  | Kuopion Elo              | 22  | 5  | 10 | 7  | 035:370 | −2    | 20:24  |
| 9.  | Grankulla IFK            | 22  | 7  | 6  | 9  | 031:360 | −5    | 20:24  |
| 10. | Vantaan Pallo-70 (N)     | 22  | 6  | 8  | 8  | 027:350 | −8    | 20:24  |
| 11. | FinnPa Helsinki          | 22  | 5  | 7  | 10 | 025:450 | −20   | 17:27  |
| 12. | Tampereen Pallo-Veikot   | 22  | 5  | 6  | 11 | 026:470 | −21   | 16:28  |

| (A) | Absteiger aus der Mestaruussarja 1987 |
| (N) | Aufsteiger                            |

### Spiel um Platz 1
Die beiden punktgleichen Teams ermittelten den direkten Aufsteiger und Teilnehmer für die Play-offs.
|         | Ergebnis              |                       |
| ------- | --------------------- | --------------------- |
| FF Jaro | 1:1 n. V. (3:2 i. E.) | Myllykosken Pallo -47 |

### Spiel um Platz 9
Die beiden punktgleichen Teams ermittelten den dritten Absteiger.
|                  | Ergebnis |               |
| ---------------- | -------- | ------------- |
| Vantaan Pallo-70 | 3:0      | Grankulla IFK |

## Play-offs
Der Elfte der Veikkausliiga spielte gegen den Zweiten der I divisioona um einen Startplatz für die Mestaruussarja 1989.
|            | Gesamt |                       | Hinspiel | Rückspiel |
| ---------- | ------ | --------------------- | -------- | --------- |
| Kuopion PS | 4:3    | Myllykosken Pallo -47 | 2:1      | 2:2       |